# 哥吉拉 最後戰役
《哥吉拉 最後戰役》是2004年12月4日上映的日本電影、哥吉拉系列電影的第28集。日本票房收入12億6千萬日圓，觀賞人次約100萬人，是歷代作品中的倒數第三名。

## 劇情概要
多年以前，人類以超級戰艦「轟天號」在南極擊敗了數度毀滅城市的怪獸王「哥吉拉」，並且將哥吉拉封印在南極的冰層下。但是地球除了哥吉拉以外，其實還有許許多多的怪獸正對著世界各大都市虎視眈眈。於是人類成立了專門對付各種怪獸的「地球防衛軍」。而地球防衛軍最強大的成員，就是當年封印哥吉拉的「轟天號」以及其艦長「道格拉斯·戈登上校」。
此外，為了應付怪獸對人類造成的困擾，地球防衛軍特別甄選出了有特殊能力的人類，由於這些人類擁有普通人類所沒有的「M染色體」，使得他們擁有比普通人更強大的體能跟敏捷性能夠應付怪獸的攻擊，因此他們被稱為「超人類」，而超人類當中的佼佼者就是「尾崎真一少尉」。
就在不久之前，人們發現了一隻巨大怪獸的遺骸，經過調查後發現這隻怪獸擁有機械跟生物的本質，眾人認為能夠將生物跟機械結合起來的這隻怪獸應該來自於外太空。不久，尾崎真一收到來自嬰兒島「小美人」的警告，這個怪獸是當年被「魔斯拉」給封印的「蓋剛」，而蓋剛的出現代表著人類的危機即將到來。
就在蓋剛出土後不久，世界各地突然在同一時間遭受到了各大怪獸的攻擊，一時之間讓地球防衛軍本部忙的焦頭爛額。就在束手無策之際，突然出現神秘的飛行器將這些怪獸全部都帶走。原來這些飛行器是外星訪客不忍心見到人類遭到怪獸的踩踏，於是出手幫助人類消滅了這些怪獸，而這些自稱「X星人」的外星訪客告訴眾人自己是人類的朋友，由於有一個巨大的星球即將撞上地球，所以要跟人類建立起同盟關係一起對付這個即將到來的巨大災難。但是在尾崎真一還有音無美雪等人的調查之下，發現X星人宣稱那顆要撞擊地球的神秘星球根本就不存在。而那些怪獸實際上就是X星人為了侵略地球所釋放的，X星人真正的目的是要把人類當作糧食來利用。
雖然X星人的真面目因此被揭穿，但是X星人卻擁有不可思議的超能力，在聽命於X星人的怪獸的襲擊下。地球防衛軍被殲滅，只剩下轟天號還苟延殘喘著。此時，道格拉斯上校想出一個大膽的計策，就是開轟天號前往南極解開哥吉拉的封印，讓代表地球最強大怪獸的哥吉拉，去面對這些外星來的侵略者....
此時X星人司令官發現了轟天號，立刻讓蓋剛追了上去，僅管轟天號受損嚴重，但還是成功放出了南極冰層下的哥吉拉，在一番爭鬥後消滅了蓋剛。蓋剛被打敗後，X星人司令官便派出了秘密武器。而轟天號引誘哥吉拉前往其他怪獸的地點，在澳洲雪梨，與吉拉對打並將其擊敗(此段是反諷美國在1998年的電影《酷斯拉》的怪獸吉拉)隨後消滅了庫蒙加和卡瑪奇拉斯。面對哥吉拉的攻勢，X星人派出了拉頓、安基拉斯和西薩王，被一一打敗，因昔日的戰友關係沒被哥吉拉消滅。
這時，一隻小怪獸—迷你拉看到了哥吉拉的勝利，牠很興奮，體型居然開始變大。同時轟天號也在與X星人的飛船戰鬥，而X星人的飛船周圍有防護罩，人類的砲彈起不了作用，而此時風間利用高超的駕駛技術，犧牲自己衝進X星人的功能裝置，讓它爆炸而防護罩也出現了漏洞。雖然轟天號成功進入內部，主角等人卻被X星人綁架，而哥吉拉也登陸了東京灣。
此時，X星人的祕密武器—怪獸X搭乘的隕石朝地球飛來，哥吉拉用「超螺旋熱線」擊毀隕石，在廢墟中與怪獸X展開勢均力敵的戰鬥。此時嬰兒島的小美人召喚了摩斯拉前來支援，X星人司令官發現了摩斯拉，也派出了改造後的蓋剛前來支援，一登場就斬斷了摩斯拉的翅膀，隨後前去支援怪獸X。可是被斬斷翅膀的摩斯拉並沒有被擊敗，接著化成火球撞向蓋剛，將他炸成碎片。此時，眾人發現「超人類」其實是X星人和人類的後代，X星人司令官隨即喚醒尾崎體內的力量，也控制了尾崎，而在他準備殺掉道格拉斯上校時，美雪用小美人的聖物，讓尾崎恢復意識。眼看計畫失敗，X星人只好斬草除根，尾崎也打倒了X星人司令官，同時飛船啟動了自毀模式，最終眾人逃回轟天號，X星人也被消滅。
哥吉拉仍在和怪獸X打鬥，怪獸X卻突變成了「凱薩基多拉」，用三顆頭將哥吉拉咬起便吸收他的能量。看著哥吉拉奄奄一息的景象，尾崎只好利用轟天號將能量給了哥吉拉，哥吉拉獲得了能量後，用必殺技「紅蓮G閃光熱線」將凱薩基多拉扔出大氣層並炸毀。在準備與轟天號戰鬥時被迷你拉阻止，與迷你拉一起返回大海。

## 登場怪獸
- 哥吉拉

怪獸之王，因身上沒有M染色體，所以沒有被外星人控制，代表地球連續打敗十一隻怪獸
- 曼達

故事開頭被轟天號打敗，沒有和哥斯拉交手
- 蓋剛

被人類發現再由X星人啟動，追擊轟天號往南極，和剛復活的哥斯拉對戰，被哥斯拉一擊打敗，後被X星人改裝對付哥斯拉和摩斯拉，被全身火焰的摩斯拉破壞
- 拉頓

哥斯拉以前的戰友，被外星人控制攻擊紐約，後和西薩王，安基拉斯對付哥斯拉，被安基拉斯撞暈，沒有被哥斯拉殺死
- 吉拉
- 安基拉斯
- 西薩王
- 卡馬奇拉斯
- 庫蒙加
- 迷你拉
- 伊比拉
- 魔斯拉（成蟲）
- 黑多拉
- Monster X/凱薩基多拉

另外在開頭回顧畫面裡出現有巴朗、傑索拉、巴拉剛、蓋拉、泰坦龍和美加基拉斯。

## 演員
- 尾崎真一:松岡昌宏（TOKIO）
- 音無美雪:菊川怜
- Douglas Gordon大佐:Don Frye
- 音無杏奈:水野真紀
- 風間勝範:小杉健
- 熊坂教官:船木誠勝
- 小室少佐:國村隼
- 醍醐直太郎:寶田明
- 國木田少將:四方堂亘
- 神宮寺八郎:佐原健二
- 波川玲子:水野久美
- 小美人:長澤雅美、大塚千弘
- X星人參謀→統制官:北村一輝
- X星人司令官:伊武雅刀
- 田口左門:泉谷茂
- 田口健太:須賀健太
- 旁白:山寺宏一

### 客串演出
- 初代轟天號艦長:中尾彬
- 初代轟天號副艦長:上田耕一
- 聯合國秘書長助理:橋爪淳
- 火龍艦長李翔大佐:高杉亘
- Éclair副艦長:榊英雄
- 電視播報員:羽鳥慎一
- X（小橋賢兒）:小橋賢兒
- 電視評論節目參與者:Michael富岡、大槻義彥、韮澤潤一郎、篠原友惠、角田信朗、松尾貴史、木村大作
- 像神父的男子:佐野史郎
- 東京的一對情侶:谷原章介、佐藤珠緒
- X星人:魚谷佳苗、坂口拓、北岡久貴、上地雄輔等
- Glenn:Ray Sefo
- Nick:Gary Goodridge
- 禁閉室警備兵:田中要次
- 廣播電台DJ:北村龍平

### 道具服演員
- 哥斯拉:喜多川務
- 拉頓、迷你拉:神尾直子
- 安基拉斯、伊比拉、凱薩基多拉:小倉敏博
- 西薩王、Monster X、凱薩基多拉:中川素州
- 蓋剛、黑多拉:吉田和宏

## 製作人員
- 導演:北村龍平
- 特殊技術:淺田英一
- 音樂:Keith Emerson、森野宣彥、矢野大介
- 哥斯拉主題曲:伊福部昭
- 插曲:“WE'RE ALL TO BLAME”／魔數41（環球音樂）
- 標題設計:Kyle Cooper
- 監製:富山省吾
- 劇本:三村涉、桐山勳
- 製作人:山中和成
- 副製作人:鈴木律子
- 動作指導:竹田道弘
- 道具服動作顧問:喜多川務
- 海外導播:高津隆一
- 特攝別班導播:加藤晃

## 外部連結
- GODZILLA FINAL WARS 官方網站
- 日本電影資料庫（JMDB）的《哥斯拉 最後戰役》（页面存档备份，存于）
- 互联网电影数据库（IMDb）上《哥斯拉 最後戰役》的资料（英文）
- 爛番茄上《哥吉拉 最後戰役》的資料（英文）
- AllMovie上《哥吉拉 最後戰役》的资料（英文）
- 開眼電影網上《哥吉拉 最後戰役》的資料（繁體中文）
- Yahoo奇摩電影上《哥吉拉 最後戰役》的資料（繁體中文）
- 豆瓣电影上《哥吉拉 最後戰役》的資料 （简体中文）
- 时光网上《哥吉拉 最後戰役》的資料（简体中文）